# 金馬電影學院
金馬電影學院（英語：Golden Horse Film Academy）是2009年由臺北金馬影展執行委員會主席侯孝賢創辦。

## 歷史沿革
首屆金馬電影學院僅由活動統籌彭雁筠負責承辦，並邀張鳳美擔任製片。2015年侯孝賢續任院長，並將原有二組名額增加一名學員，共錄取了14位。

## 歷任院長
| 任次  | 年代      | 院長   |
| ----- | --------- | ------ |
| 第1任 | 2009-2015 | 侯孝賢 |
| 第2任 | 2015-2021 | 侯孝賢 |
| 第3任 | 2021-至今 | 廖慶松 |

## 外部連結
- 金馬電影學院 （页面存档备份，存于）